# Super Monkey Ball: Step & Roll
Super Monkey Ball: Step & Roll, в Японии известна как Super Monkey Ball Athletic (яп. スーパーモンキーボール アスレチック Су:па: Монки: Бо:ру Асурэктикку) — компьютерная игра серии Super Monkey Ball, выпущенная эксклюзивно для консоли Wii.

## Геймплей

Айай принимает участие в гонке.

Геймплей игры очень похож на геймплей предыдущих игр Super Monkey Ball. Контроллером Wii Remote игрок должен управлять стеклянным шаром с обезьяной внутри и пройти уровень за одну минуту, без вылета за пределы пола. На своём пути можно собирать бананы, чтобы набрать дополнительные очки или получить жизнь. Всего в игре 7 миров, включая секретный. Его можно открыть после прохождения остальных миров.
Для управления персонажем игроки также могут использовать Wii BalanceBoard.
В игре всего 21 мини-игра, в которых можно играть до трёх для игроков с Wii Remote и до двух с Wii BalanceBoard.

## Оценки и мнения
| Сводный рейтинг       | Сводный рейтинг |
| Агрегатор             | Оценка          |
| --------------------- | --------------- |
| GameRankings          | 60,22 %         |
| Game Ratio            | 59 %            |
| Metacritic            | 59/100          |
| Иноязычные издания    |                 |
| Издание               | Оценка          |
| AllGame               | [ 6 ]           |
| Edge                  | 5/10            |
| Eurogamer             | 4/10            |
| G4                    | 3/5             |
| Game Informer         | 6/10            |
| GameSpot              | 5,5/10          |
| GamesRadar+           | [ 11 ]          |
| GameTrailers          | 5,4/10          |
| GameZone              | 7,5/10          |
| IGN                   | 7,8/10          |
| Nintendo Power        | 5,5/10          |
| Nintendo World Report | 7,5/10          |
| ONM                   | 72 %            |
| VideoGamer            | 7/10            |
| WorthPlaying          | 6,0/10          |
| NGamer Magazine       | 6,0/10          |
| Русскоязычные издания |                 |
| Издание               | Оценка          |
| «Игромания»           | 5/10            |

Отзывы об игре были смешанными. Крэйг Харрис из IGN хвалил игру за увеличение простоты за счёт отсутствия сюжетной линии или боёв, чтобы замедлить его. Лаура Паркер из GameSpot критиковала игру за использование Wii BalanceBoard. Она заявила, что управление аксессуарами чувствительное и её использование больше подходит для мини-игр, чем для основной игры. Мартин Китс из Computer and Video Games сказал, что в игре нет ничего нового, в отличие от предыдущих игр серии Super Monkey Ball. Он также отметил, что в отличие от Super Monkey Ball: Banana Blitz, игроки больше не могут использовать аналоговый стик на Wii Nunchuk для управления мячом. И он, и Харрис критиковали камеру игры. Wiiloveit.com отметили, что использование в игре Balance Board может быть «очень полезным». Игру также хвалили за систему достижений, «фантастическую» музыку, и новый режим «Марафон». Отрицательные отзывы были в основном связаны с проектированием игры.
Журнал «Игромания» в своём обзоре на игру, раскритиковал её, отметив, что мини-игры получились гораздо лучше, чем основная кампания, и в итоге оценил Super Monkey Ball: Step & Roll на 5 баллов из 10.